# Mohamed Mzali
Mohamed Mzali (Monastir, 23 de dezembro de 1925; 23 de junho de 2010) foi um político tunisino. Foi primeiro-ministro da Tunísia entre 23 de abril de 1980 e 8 de julho de 1986.